# Veit Kührt
Veit Kührt (ur. 3 grudnia 1940 w Zella-Mehlis) – niemiecki skoczek narciarski, startujący w barwach Niemieckiej Republiki Demokratycznej, reprezentant SC Motor Zella-Mehlis, uczestnik Zimowych Igrzysk Olimpijskich 1960.
Wystartował w Zimowych Igrzyskach Olimpijskich 1960. W konkursie skoków na skoczni normalnej zajął dwunaste miejsce.
Dwukrotnie uczestniczył w mistrzostwach świata w narciarstwie klasycznym. W 1962 w konkursie na skoczni K-60 zajął szóste miejsce, a w konkursie na skoczni K-90 był dwunasty. W kolejnych mistrzostwach zajął piąte miejsce na skoczni normalnej i dziewiąte na skoczni dużej.
W 1960 wystartował w konkursie Turnieju Czterech Skoczni w Oberstdorfie i zajął w nim siódme miejsce.

## Osiągnięcia

### Igrzyska olimpijskie
| Igrzyska           | Data           | Skocznia | Konkurs | Skok 1    | Skok 1 | Skok 2    | Skok 2 | Nota łączna | Miejsce | Strata | Zwycięzca        | Źródło |
| Igrzyska           | Data           | Skocznia | Konkurs | Odległość | Nota   | Odległość | Nota   | Nota łączna | Miejsce | Strata | Zwycięzca        | Źródło |
| ------------------ | -------------- | -------- | ------- | --------- | ------ | --------- | ------ | ----------- | ------- | ------ | ---------------- | ------ |
| 1960, Squaw Valley | 28 lutego 1960 | normalna | ind.    | 88,5      | 106,1  | 79,5      | 102,6  | 208,7       | 12.     | 18,5   | Helmut Recknagel | [ 7 ]  |

### Mistrzostwa świata
| Mistrzostwa    | Data           | Skocznia | Konkurs | Skok 1    | Skok 1 | Skok 2    | Skok 2 | Skok 3    | Skok 3 | Nota łączna | Miejsce | Strata | Zwycięzca        | Źródło |
| Mistrzostwa    | Data           | Skocznia | Konkurs | Odległość | Nota   | Odległość | Nota   | Odległość | Nota   | Nota łączna | Miejsce | Strata | Zwycięzca        | Źródło |
| -------------- | -------------- | -------- | ------- | --------- | ------ | --------- | ------ | --------- | ------ | ----------- | ------- | ------ | ---------------- | ------ |
| 1962, Zakopane | 21 lutego 1962 | normalna | ind.    | 64,0      | 94,7   | 69,0      | 109,5  | 69,5      | 108,3  | 217,8       | 6.      | 5,8    | Toralf Engan     | [ 2 ]  |
| 1962, Zakopane | 25 lutego 1962 | duża     | ind.    | 94,5      | 105,3  | 97,0      | 109,1  | DNS       | DNS    | 214,4       | 12.     | 27,0   | Helmut Recknagel | [ 3 ]  |
| 1966, Oslo     | 19 lutego 1966 | normalna | ind.    | 75,0      | 107,8  | 73,5      | 106,9  | -         | -      | 214,5       | 5.      | 20,1   | Bjørn Wirkola    | [ 4 ]  |
| 1966, Oslo     | 27 lutego 1966 | duża     | ind.    | 76,5      | 92,4   | 78,5      | 98,7   | -         | -      | 191,1       | 9.      | 24,2   | Bjørn Wirkola    | [ 5 ]  |